# Pleinfeld
Pleinfeld is een gemeente in de Duitse deelstaat Beieren, en maakt deel uit van het Landkreis Weißenburg-Gunzenhausen.
Pleinfeld telt 7.589 inwoners.

## Plaatsen in de gemeente Pleinfeld
| Ortschaften - Allmannsdorf - Birklein - Dorsbrunn - Engelreuth - Erlingsdorf - Gündersbach - Hohenweiler - Kemnathen - Kleinweingarten - Mannholz | Ortschaften - Mischelbach - Ramsberg am Brombachsee - Regelsberg - Roxfeld - Sandsee - Sankt Veit - Stirn - Veitserlbach - Walkerszell - Walting | Mühlen - Banzermühle - Birkenmühle - Böschleinsmühle - Heinzenmühle - Ketschenmühle - Langweidmühle - Mackenmühle - Mandlesmühle - Mäusleinsmühle - Prexelmühle - Reichertsmühle - Seemannsmühle - Utzenmühle - Wurmmühle |

Absberg ·
Alesheim ·
Bergen ·
Burgsalach ·
Dittenheim ·
Ellingen ·
Ettenstatt ·
Gnotzheim ·
Gunzenhausen ·
Haundorf ·
Heidenheim ·
Höttingen ·
Langenaltheim ·
Markt Berolzheim ·
Meinheim ·
Muhr am See ·
Nennslingen ·
Pappenheim ·
Pfofeld ·
Pleinfeld ·
Polsingen ·
Raitenbuch ·
Solnhofen ·
Theilenhofen ·
Treuchtlingen ·
Weißenburg in Bayern ·
Westheim